# Murdinskaja
Murdinskaja (ros. Мурдинская) – wieś w Rosji, w rejonie wielikoustidzkim obwodu wołogodzkiego. W 2010 r. liczyła 5 mieszkańców.